# 霍爾諾斯塔伊夫卡 (切爾尼戈夫區)
霍爾諾斯塔伊夫卡（烏克蘭語：Горностаївка）是烏克蘭的村落，位於該國北部切爾尼戈夫州，由切爾尼戈夫區負責管轄，始建於1776年，面積2.84平方公里，海拔高度140米，2001年人口661，人口密度每平方公里232.75人。